# Френчи
«Френчи» (англ. Frenchy), в прошлом известный как «Полон любви» (англ. Full Love), «Солдаты» (англ. Soldiers) и «Орлиный путь» (англ. The Eagle Path) — американский драматический боевик с Жан-Клодом Ван Даммом в главной роли, находящийся на этапе монтажно-тонировочного периода, продажи прокатных прав и поиска дистрибьютора. Срежиссирован и спродюсирован Ван Даммом по собственному сценарию и является его второй режиссёрской работой после фильма о боевых искусствах «В поисках приключений» (1996).
Съёмочный период проходил в основном в Таиланде с июля по октябрь 2008 года, а также дополнительно в Болгарии (София) в 2012 году и в неназванном месте в 2020 году.
В мае 2010 года с целью привлечения кинотеатральных дистрибьюторов и продажи прокатных прав на Каннском кинорынке была представлена первая версия фильма, которая, однако, вызвала неоднозначную реакцию потенциальных кинопрокатчиков, в связи с чем в 2012 году были проведены дополнительные съёмки и изменено название фильма. 20 июня 2014 года на кинорынке Шанхайского международного кинофестиваля для потенциальных кинотеатральных прокатчиков был организован спецпоказ обновлённой версии с дополнительно отснятым материалом. Не сумев найти кинотеатрального дистрибьютора на кинорынке кинофестиваля в Шанхае, в мае 2018 года Ван Дамм со своей производственной компанией Rodin Entertainment снова отправился на кинорынок в Каннах, где презентовал для потенциальных кинопрокатчиков эксклюзивный тизер-трейлер, в то время как сам фильм в том году всё ещё находился на этапе монтажно-тонировочного периода. В ноябре 2019 года Ван Дамм объявил о том, что название фильма изменено на «Френчи». В интервью YouTube-каналу Viking Samurai, опубликованному в апреле 2022 года, старший сын Ван Дамма, Кристофер, выступивший одним из актёров и продюсеров, сообщил о том, что в 2020 году вновь состоялись дополнительные съёмки и с тех пор идёт перемонтаж ленты с доснятыми тогда сценами. В январе 2024 года на том же канале вышло интервью с Россом У. Кларксоном, который выступил режиссёром второго плана в период основных съёмок фильма и рассказал о том, что в недавнем разговоре Ван Дамм поведал ему о состоявшихся съёмках новых сцен с участием своей дочери, Бьянки. В январе 2025 года, всё ещё находясь в процессе поиска дистрибьютора, который назначил бы прокатную дату и выпустил ленту в прокат, Ван Дамм сообщил на своей странице в Facebook, что в том же году планирует провести для потенциальных прокатчиков закрытый спецпоказ фильма на кинорынках Берлинского и Каннского кинофестивалей.

## Сюжет
История ветерана войны и бывшего наёмника Френчи, ныне скрывающегося в Восточной Азии и работающего таксистом. Однажды в один, казалось бы, ничем не примечательный день жизнь Френчи кардинальным образом меняется, когда его пассажиром становится красотка по имени София.

## В ролях
- Жан-Клод Ван Дамм — Френчи
- Клаудия Бассольс — София
- Джозеф Кэннон — Бобби Джексон
- Джон Колтон — Лютер Бэнкс
- Чарльз Сент-Майкл — Винни Скантино
- Адам Карст — Соли
- Кэл Рейн — Кэл
- Бьянка Ван Дамм — Бьянка Бэнкс
- Крис Ван Дамм — Орэн
- Гарри Тейлор — юный Френчи